# Bistum Jesi
Das Bistum Jesi (lateinisch Dioecesis Aesina, italienisch Diocesi di Jesi) ist eine in Italien gelegene Diözese der römisch-katholischen Kirche mit Sitz in Jesi.
Die Diözese entstand bereits im 6. Jahrhundert und hat heute einen Umfang von 315 km². Die 1208 begonnene Kathedrale wurde bereits 1238 vollendet. Auch brachte das Bistum zwei Päpste hervor, nämlich seinen Bischof Camillo Borghese als Papst Paul V. und einen seiner Domherren, Marcello Cervini, als Papst Marcellus II.

## Weblinks

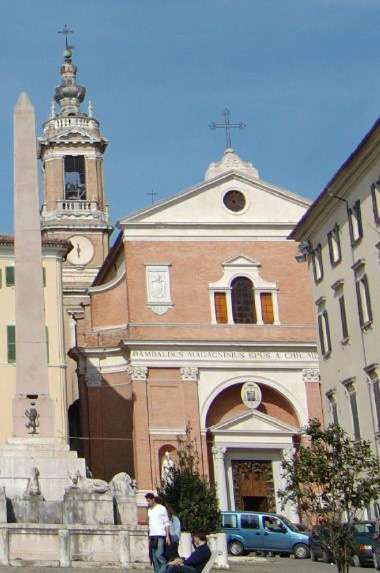
Kathedrale San Settimio